# L'Absent (film, 1913)
Pour plus de détails, voir Fiche technique et Distribution.
L'Absent est un film muet français réalisé par Albert Capellani, sorti en 1913.
Il s'agit d'une adaptation de la pièce de théâtre éponyme de Georges Mitchell créée au théâtre de l'Odéon, à Paris, le 28 novembre 1903.

## Fiche technique
- Titre : L'Absent
- Réalisation : Albert Capellani
- Scénario :  Georges Mitchell, d'après sa pièce
- Photographie :
- Montage :
- Producteur :
- Société de production : Société cinématographique des auteurs et gens de lettres (S.C.A.G.L.)
- Sociétés de distribution :  Pathé Frères (France), General Film Company (États-Unis)
- Pays d'origine :  France
- Langue : film muet avec les intertitres en français
- Métrage : 830 mètres
- Format : Noir et blanc — 35 mm — 1,33:1 — Muet
- Genre : Comédie
- Durée : 27 minutes
- Dates de sortie :
  - France : 13 juin 1913
  - États-Unis : 10 novembre 1913

## Distribution
- Henri Étiévant : Driès Schoonejans
- Henri Rollan : Peter Schoonejans
- Jeanne Grumbach : Grand-mère Grietje
- Germaine Dermoz : Minna Petrus
- Raymonde Dupré : Dina
- Henri Collen